# Roanoke, Alabama
Roanoke är en stad (city) i Randolph County, i delstaten Alabama, USA. Enligt United States Census Bureau har staden en folkmängd på 6 041 invånare (2011) och en landarea på 48,5 km².